# SN 1995am
SN 1995am – supernowa typu Ia odkryta 22 października 1995 roku w galaktyce PGC0002803. W momencie odkrycia miała maksymalną jasność 15,00m.